# Ambarseki, Karaburun
Anbarseki là một xã thuộc huyện Karaburun, tỉnh İzmir, Thổ Nhĩ Kỳ. Dân số thời điểm năm 2010 là 215 người.